# Heinrich Hertz (satélite)
O Heinrich Hertz, também conhecido como H2Sat, é um satélite de comunicação geoestacionário alemão que foi construído pela OHB-System. Ele é operado pelo Centro Aeroespacial Alemão. O satélite será baseado na plataforma SmallGEO bus e sua expectativa de vida útil é de 15 anos.

## História
O contrato para construir, lançar e operar o satélite Heinrich Hertz foi assinado com a OHB-System em junho de 2017. O Centro Aeroespacial Alemão usou o financiamento fornecido pelo Ministério Federal de Economia e Tecnologia da Alemão com a participação do Ministério Federal da Defesa.

## Lançamento
O satélite foi lançado com sucesso ao espaço em 5 de julho de 2023, por meio de um veiculo Ariane 5 ECA+ a partir do Centro Espacial de Kourou, na Guiana Francesa, juntamente com o satélite Syracuse 4B. Ele tinha uma massa de lançamento de 3.450 kg.